# Сумбар
Сумбар (на персийски: سومبار; на туркменски: ?; на руски: Сумбар) е река протичаща по територията на Северен Иран и Югозападен Туркменистан, десен приток на Атрек от басейна на Каспийско море. Дължина 245 km. Площ на водосборния басейн около 8300 km².
Река Сумбар се образува от сливането на реките Кулунсу (лява съставяща) и Дайнесу (дясна съставяща), водещи началото си от югозападните склонове на планината Копетдаг (на иранска територия), на 1052 m н.в., при туркменското село Дайне, на туркмено-иранската граница. Първите около 30 km служи за граница между Туркменистан и Иран, след което изцяло навлиза в пределите на Туркменистан. Течението ѝ представлява изпъкнала на север дъга, като протича през субтропичната Сумбарска долина. Влива се отдясно в река Атрек (от басейна на Каспийско море), на 57 m н.в., на туркмено-иранската граница. Основен приток Чандир (ляв). Поради масовото използване на водите ѝ за напояване ежегодно в долното си течение пресъхва от 2 до 5 месеца. Има предимно дъждовно и грунтово (подземно) подхранване. На река Сумбар в средното ѝ течение е разпожен туркменския град Махтумкули (бивш Кара-Кала).